# Izabel Maria Loureiro Maior
Izabel Maria (Madeira de) Loureiro Maior  (Rio de Janeiro, 16 de maio de 1954) é professora de medicina na UFRJ, foi a primeira pessoa com deficiência a comandar a Secretaria Nacional de Promoção dos Direitos da Pessoa com Deficiência e é liderança há mais de trinta anos do Movimento das Pessoas com Deficiência. Recebeu da Organização dos Estados Americanos (OEA) prêmio pela sua “contribuição ao desenvolvimento de um continente mais inclusivo”, em 2010. Lançou o livro e filme-documentário História do Movimento Político das Pessoas com Deficiência no Brasil, em parceria com a Organização dos Estados Ibero-americanos (OEI).

## Vida
Graduou-se em Medicina em 1978, pela Universidade Federal do Rio de Janeiro. Tornou-se professora da mesma faculdade, em 1984, integrando o Departamento de Clínica Médica (Medicina Física e Reabilitação).
É liderança do movimento político das pessoas com deficiência, tendo participado dos debates da Assembleia Nacional Constituinte Constituinte (1987-1988) e da Convenção sobre os Direitos das Pessoas com Deficiência pela ONU, ratificada em 2008 com status constitucional.
Atuou na Associação dos Deficientes Físicos do Estado do Rio de Janeiro (ADEFERJ). Fez parte da ONG Rehabilitation International, da qual foi vice-presidente para a América Latina de 1996 a 2000. Conselheira do Conselho Nacional de Direitos da Pessoa Portadora de Deficiência (Conade/SEDH), de 2000 a 2010.
Izabel Maior foi a primeira pessoa com deficiência a comandar (2002-2011) a Secretaria Nacional de Promoção dos Direitos da Pessoa com Deficiência da Secretaria de Direitos Humanos da Presidência da República, antiga Coordenadoria Nacional para a Integração da Pessoa Portadora de Deficiência CORDE/SEDH-PR. Fez carreira no Ministério do Planejamento, Orçamento e Gestão, desde janeiro de 2000. Foi coordenadora do Programa Saúde Integral da Pessoa Portadora de Deficiência (SIADE), da Secretaria de Estado de Saúde do Rio de Janeiro.

## Prêmios
- 2013 Cidadã de Salvador, Câmara Municipal de Salvador.
- 2012 Homenagem Especial 15 anos, Revista Nacional de Reabilitação.
- 2012 Reconhecimento pelos serviços a Conferência das Nações Unidas sobre Desenvolvimento Sustentável - Rio+20, Organização das Nações Unidas - ONU.
- 2012 Premio Aldo Miccolis, Conselho Municipal de Defesa dos Direitos da Pessoa com Deficiência - Rio de Janeiro.
- 2011 Troféu ADEFAL 30 anos, Associação dos Deficientes Fisicos do Estado de Alagoas.
- 2011 Premio 30 anos do Movimento das Pessoas com Deficiência, Secretaria de Estado dos Direitos da Pessoa com Deficiência - São Paulo.
- 2011 Menção Honrosa, Câmara de Vereadores de Fortaleza CE.
- 2010 Reconhecimeno peloTrabalho por um Continente Inclusivo - OEA, Organização dos Estados Americanos - OEA.
- 2010 Moção pelos relevantes serviços na política em defesa dos direitos das pessoas com ostomia, Associação Brasileira de Ostomizados - 25 anos.
- 2010 Finalista Políticas Públicas - Premio Claudia, Revista Claudia.
- 2009 Diploma de Reconhecimento pela participação no movimento social das pessoas com deficiência, Secretaria de Estado dos Direitos da Pessoa com Deficiência de São Paulo.
- 2008 Homenagem pela defesa dos direitos das pessoas com deficiência, Centro de Vida Independente Araci Nallin - SP.
- 2008 Cidadã que Apóia a Cauda da Pessoa com Deficiência, Conselho Deliberativo da AVAPE.
- 2007 I Premio Sentidos, Revista Sentidos.
- 2007 Comenda Geronimo Ciqueira -, Camara Municipal de Maceió AL.
- 2006 Prêmio Cidadania, Instituto Cultural e Profissionalizante de Pessoas Portadoras de Deficiência do DF (ICP).
- 2004 Reconhecimento por Contribuição às ações voltadas para a Inclusão da Pessoa Portadora de Deficiência, Secretaria de Assistencia Social e Cidadania do Piauí.
- 2004 5º Prêmio RE[HA]BILITA RIO, Movimento Re[ha]bilita Rio.
- 2001 Membro Permanente do Conselho de Honra da Rehabilitation International, Rehabilitation International.
- 1995 Acadêmica Titular da Academia de Medicina de Reabilitação, Academia de Medicina de Reabilitação Cadeira 52.